# Ligne de Montsoult - Maffliers à Luzarches
La ligne de Montsoult - Maffliers à Luzarches est une ligne ferroviaire française d'une longueur de 11 km. Elle relie en antenne avec une seule voie banalisée la ligne d'Épinay - Villetaneuse au Tréport - Mers à la petite ville de Luzarches, dans le Val-d'Oise, à trente kilomètres au nord de Paris.
Elle constitue la ligne 315 000 du réseau ferré national.
Elle fut ouverte au trafic le 1er mai 1880. La ligne est parcourue par un trafic de banlieue à l'origine ou à destination de la gare du Nord à Paris, actuel Transilien Paris-Nord (ligne H). Elle traverse un milieu resté rural au nord du pays de France ; sa desserte est relativement modeste malgré sa proximité de la capitale.

## Histoire

### Une antenne rurale
Un nouveau tronçon reliant la ligne de Paris à Lille par Chantilly à Luzarches est envisagé par la Compagnie des chemins de fer du Nord en 1863 mais il ne connaît aucun début de réalisation.
La ligne, partie de la ligne « de Luzarches à la ligne de Saint-Denis à Pontoise », est concédée à la Compagnie des chemins de fer du Nord au titre de l'intérêt général par une convention signée entre le ministre des Travaux publics et la Compagnie le 22 mai 1869. Cette convention est approuvée par un décret impérial à la même date.
Finalement la section comprise entre Montsoult - Maffliers à Luzarches devient un embranchement de la nouvelle ligne d'Épinay - Villetaneuse au Tréport - Mers, ouverte en 1877. L'antenne de Montsoult à Luzarches est mise en service le 1er mai 1880.
Jusqu'à l'électrification, l'exploitation se fait essentiellement par navettes entre Montsoult - Maffliers et Luzarches. Pendant les années 1960, elles sont assurées par des autorails Renault ABJ1, circulant le plus souvent en unité simple et pour certains en couplage.

### L'électrification de la banlieue
La ligne est électrifiée en 25 kV-50 HZ le 20 mai 1970 en même temps que la section Épinay - Villetaneuse - Persan-Beaumont de la ligne d'Épinay - Villetaneuse au Tréport - Mers,,,. La desserte de la ligne s'est nettement améliorée, les navettes entre Montsoult et Luzarches laissant la place à des trains directs de Paris à Luzarches et de Paris à Persan - Beaumont, sécables en deux éléments à Montsoult.
La gare de Montsoult - Maffliers était équipée d'un poste d'aiguillage tout relais à transit souple (PRS) ainsi que d'une commande centralisée de voie gauche, contrôlant l'évitement de Belloy - Saint-Martin et le terminus de Luzarches. Pendant l'été 2010 après de gros travaux d’infrastructure sur la ligne (« renouvellement voie ballast » (RVB) et redécoupage du mode de cantonnement), la commande centralisée a été remplacée par un poste de commande à distance (PCD) commandant un poste d'aiguillage informatique à technologie PC (PIPC) implanté à Belloy-Saint-Martin permettant une meilleure gestion de la ligne, en service normal d'exploitation comme en cas d'incident.

## La ligne

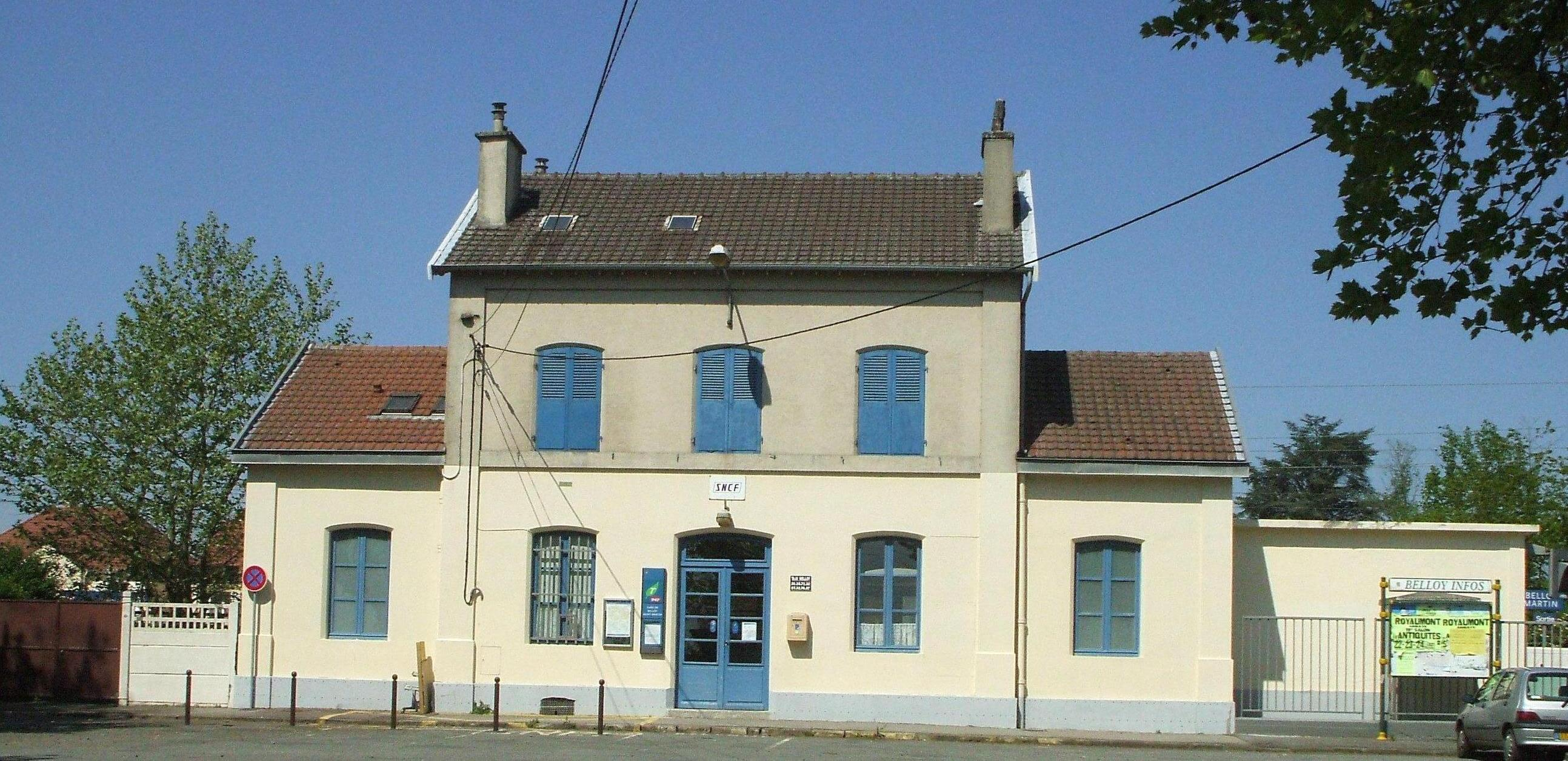
La gare de Belloy - Saint-Martin.

### Tracé
Pour le débouché de la ligne sur la gare de Paris-Nord, voir 
La ligne, d'une longueur de onze kilomètres, relie la gare de Montsoult - Maffliers, située sur la ligne d'Épinay - Villetaneuse au Tréport - Mers et établie sur le plateau de France, à celle en impasse de Luzarches, située dans la vallée de l'Ysieux. 
Elle possède un tracé difficile, du fait de la dénivellation entre les deux gares, particulièrement en profil, avec de longues rampes. La ligne est à une seule voie banalisée avec un point de croisement à mi-parcours en gare de Belloy - Saint-Martin. Hormis cette dernière, seule la gare terminale de Luzarches possède deux voies à quai. La gare de Viarmes, qui était pareillement équipée à son ouverture, ne possède plus qu'une voie.
Voir le schéma de ligne détaillé dans l'infobox

### Ouvrages d’art
Le viaduc de Viarmes est un des principaux ouvrages d'art du tracé.

### Équipement
La ligne est électrifiée comme tout le réseau Nord en 25 kV-50 Hz monophasé, équipée du Block automatique à permissivité restreinte de voie banalisée, du contrôle de vitesse par balises (KVB) et d'une liaison radio sol-train sans transmission de données.

### Vitesse limite
En 2013, la vitesse limite autorisée pour les automotrices est de 100 km/h entre Montsoult - Maffliers et Luzarches.

## Exploitation

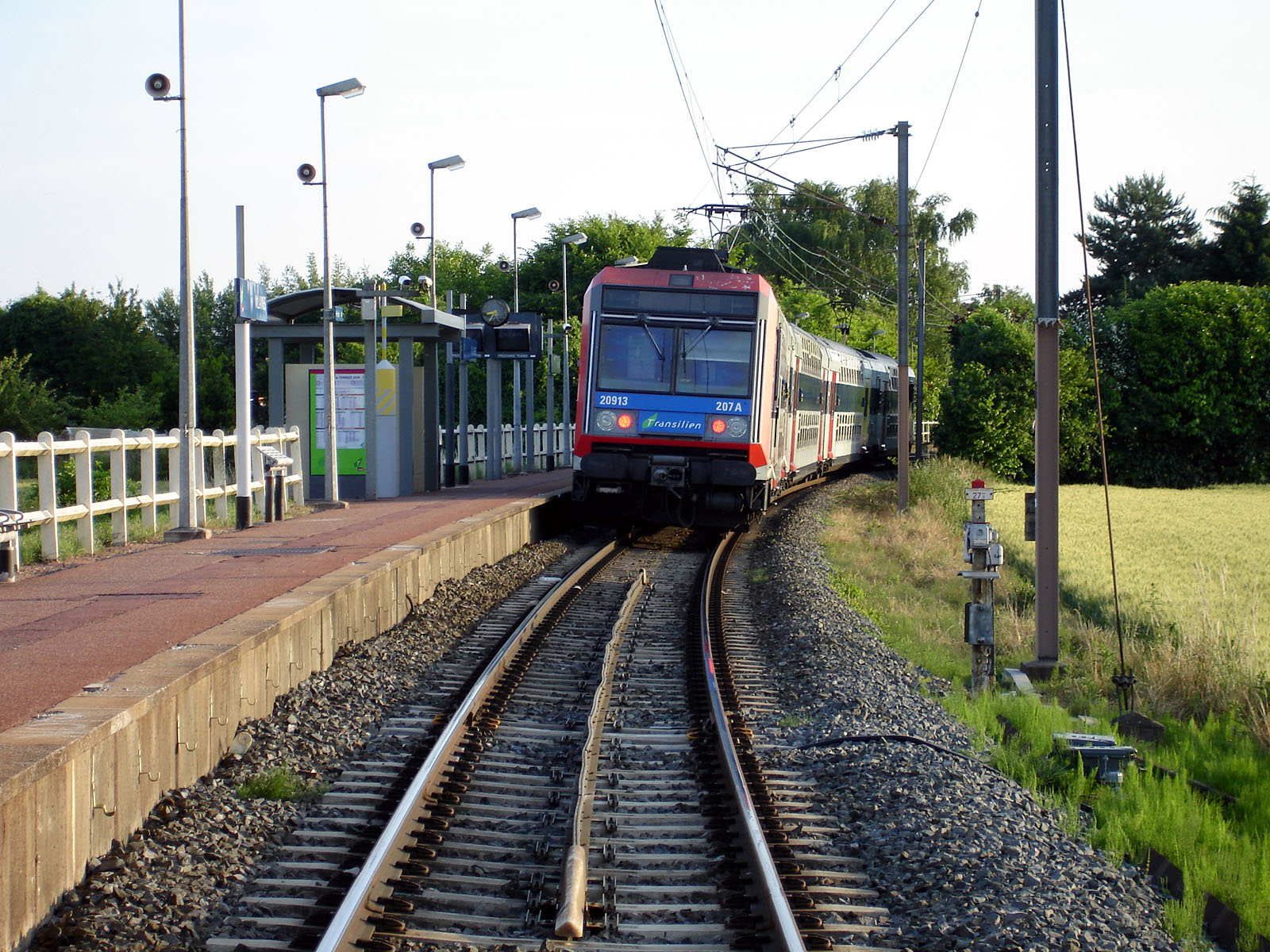
Un élément Z 20900 quitte la halte de Villaines en direction de Paris.

La ligne est exploitée par la SNCF sous le label Transilien (ligne H). La vitesse limite des circulations est de 100 km/h au maximum, 80 km/h dans la traversée de la gare de Montsoult - Maffliers. 

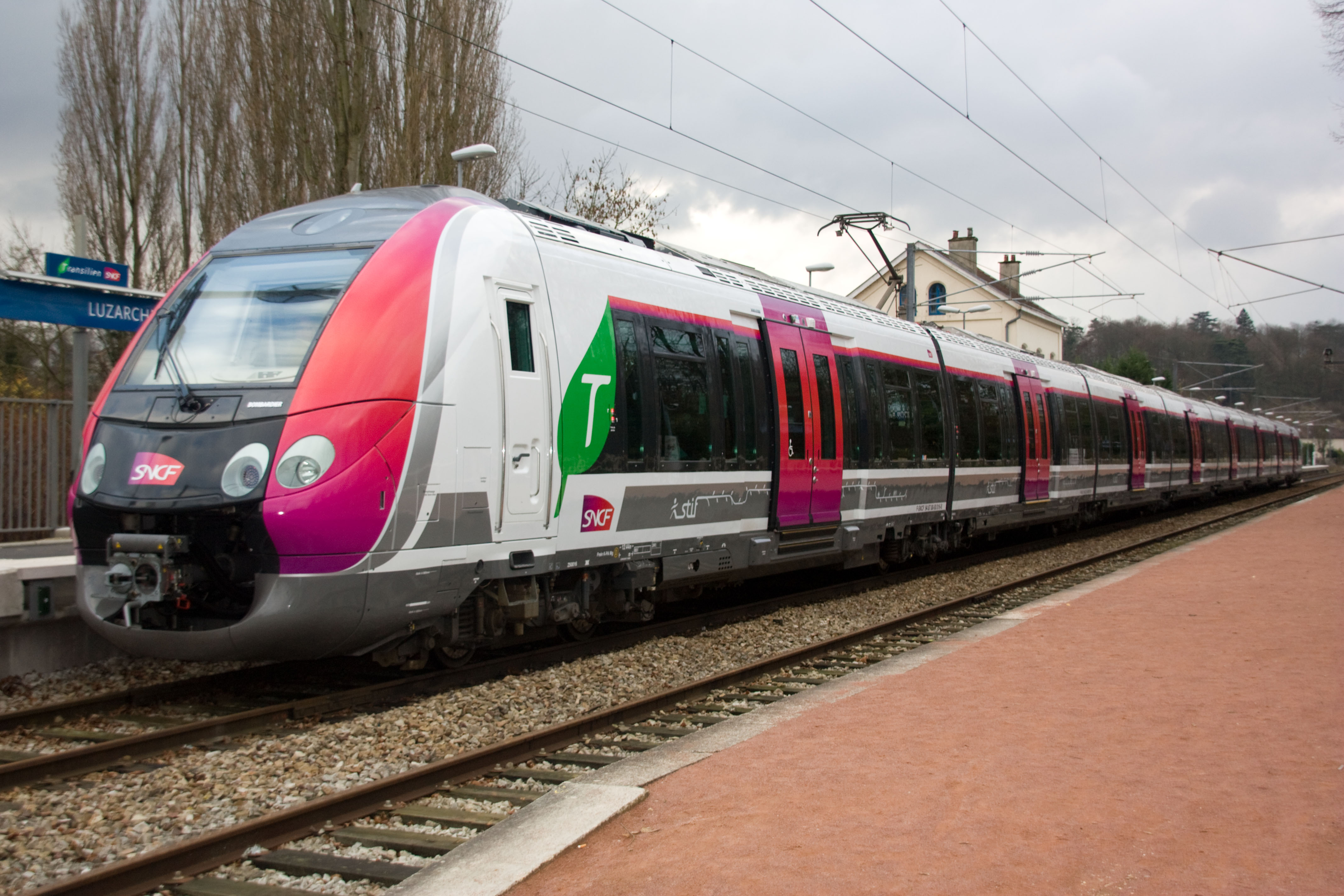
Une rame Z 50000 en gare de Luzarches en décembre 2009.

La ligne est la première, avec les autres tronçons dans son prolongement jusqu'à Paris-Nord, à voir circuler le Z 50000 dit Francilien depuis 13 décembre 2009. En conséquence, la gare de Luzarches a fait l'objet de travaux d'adaptation en 2009, en particulier le rehaussement du quai principal et des aménagements permettant l'accessibilité aux personnes à mobilité réduite.
Le nombre de voyageurs quotidiens par gare est partout inférieur à 500 en 2002. Seule la gare de Montsoult - Maffliers voit passer de 500 à 2 500 voyageurs par jour.